# پاتریک وی. مک‌نامارا
پاتریک وینسنت مک‌نامارا (به انگلیسی: Patrick Vincent McNamara) سناتور سابق عضو حزب دموکرات ایالات متحده آمریکا بود. وی در سال ۱۹۵۵ تا ۱۹۶۶ میلادی سناتور ایالت میشیگان در سنای ایالات متحده آمریکا بود.